# 2010 Голяма награда на Монако
2010 Голяма награда на Монако е 57-ото състезание за Голямата награда на Монако и шести кръг от сезон 2010 във Формула 1, провежда се на 16 май 2010 година по улиците на Монте Карло, Монако.

## Репортаж
В съботата Фернандо Алонсо катастрофира своя болид на последната свободна тренировка преди квалификацията, но ограниченото време, което има екипа на Ферари не връща испанеца на трасето и така трябва служебно да бъде класиран на 24-то място. Освен това по-късно след квалификацията е ясно че ще стартира от пит-лейна.
От новите отбори никой не продължава във втората фаза на квалификацията, но при Лотус Рейсинг има подобрение във времената. Във втората част отпадат Хайме Алгерсуари, Камуи Кобаяши, Педро де ла Роса, Виталий Петров, Себастиен Буеми, Адриан Сутил и Нико Хюлкенберг. Нико Розберг е най-бърз в тази сесия.
В третата фаза, където най-добрите 10 участват, Марк Уебър отново е пред всички с време 1:13.826. Роберт Кубица, който на моменти е на първа позиция, ще стартира втори, което е добър резултат за Рено след успеха на Фернандо Алонсо в Унгария преди година, когато стартира на пол-позишън. След тях са Фетел, Маса, Хамилтън, Розберг, Шумахер, Бътън, Барикело и Лиуци.
На старта на състезанието Себастиян Фетел изпреварва Кубица на пътя към Сант Девот. Маса също се опита да стори това, но изпреварванията са много трудни, дори и невъзможни. Секунди по-късно болидът на Хюлкенберг се удря в предпазната стена на изхода на тунела, когато монтираното предно крило пропада. Преди това съотборникът му изпревари бившия му съотборник от Ферари Михаел Шумахер, който се състезава за Мерцедес. Когато колата на сигурност повежда колоната заради катастрофата на Хюлкенберг, от болида MP4-25 на шампиона излиза пушек, което е първо отпадане на Бътън този сезон.
Първото спиране на бокса няма никакви промени с изключение на Алонсо, който от бокса спечели няколко позиции, за да влезе в точките. Розберг обаче вече е зад испанеца. И когато всичко е наред с позициите, внезапно Рубенс Барикело, който все още е пред Михаел Шумахер, губи контрол и колата се удря в бетонната стена на изскачването на Бо Риваж. Причината за това е повреда в окачването, а после хвърля волана си, което често се случва при него, който попада в болида на Чандок неподозирайки какво има пред него.
Бруно Сена и Хейки Ковалайнен заедно посещават своите механици, но с проблеми. Бразилецът има проблеми с хидравликата, а финландецът с проблем с управлението. Преди тях Върджин също отпаднаха. В 71-вата обиколка Карун Чандок и Ярно Трули, единствените оцелели от новите отбори, се удрят на завоя Расказ в опита си да си разменят позициите. Тогава отново се появява кола за сигурност, но това вече е в полза на австралиеца в опитаму  за първа победа по улиците на княжеството. Първата тройка остава същата, но промяната е шестата позиция на Михаел Шумахер, изпреварвайки Алонсо, след като колата се оттегли. Веднага след състезанието германецът е наказан с 25 секунди към времето му, заради това че изпреварил Фернандо в последна обиколка, когато нямат право пилотите да се изпреварват.

## Класиране

### Състезание
| Поз | No | Пилот            | Конструктор         | Обиколки | Време/Отпадане       | Място | Точки |
| --- | -- | ---------------- | ------------------- | -------- | -------------------- | ----- | ----- |
| 1   | 6  | Марк Уебър       | Ред Бул-Рено        | 78       | 1:50:13.355          | 1     | 25    |
| 2   | 5  | Себастиан Фетел  | Ред Бул-Рено        | 78       | +0.448               | 3     | 18    |
| 3   | 11 | Роберт Кубица    | Рено                | 78       | +1.675               | 2     | 15    |
| 4   | 7  | Фелипе Маса      | Ферари              | 78       | +2.666               | 4     | 12    |
| 5   | 2  | Луис Хамилтън    | Макларън-Мерцедес   | 78       | +4.363               | 5     | 10    |
| 6   | 8  | Фернандо Алонсо  | Ферари              | 78       | +6.341               | 24    | 8     |
| 7   | 4  | Нико Розберг     | Мерцедес            | 78       | +6.651               | 6     | 6     |
| 8   | 14 | Адриан Сутил     | Форс Индия-Мерцедес | 78       | +6.970               | 12    | 4     |
| 9   | 15 | Витантонио Лиуци | Форс Индия-Мерцедес | 78       | +7.305               | 10    | 2     |
| 10  | 16 | Себастиен Буеми  | Торо Росо-Ферари    | 78       | +8.199               | 13    | 1     |
| 11  | 17 | Хайме Алгерсуари | Торо Росо-Ферари    | 78       | +9.135               | 17    |       |
| 12  | 3  | Михаел Шумахер   | Мерцедес            | 78       | +25.712              | 7     |       |
| 13  | 12 | Виталий Петров   | Рено                | 73       | Спирачки             | 14    |       |
| 14  | 20 | Карун Чандок     | Хиспания-Косуърт    | 70       | Инцидент             | 23    |       |
| 15  | 18 | Ярно Трули       | Лотус-Косуърт       | 70       | Инцидент             | 19    |       |
| Отп | 19 | Хейки Ковалайнен | Лотус-Косуърт       | 58       | Управление           | 18    |       |
| Отп | 21 | Бруно Сена       | Хиспания-Косуърт    | 58       | Хидравлика           | 22    |       |
| Отп | 9  | Рубенс Барикело  | Уилямс-Косуърт      | 30       | Катастрофа           | 9     |       |
| Отп | 23 | Камуи Кобаяши    | БМВ Заубер-Ферари   | 26       | Ск.кутия             | 16    |       |
| Отп | 25 | Лукас ди Граси   | Върджин-Косуърт     | 25       | Загуба на колело     | 21    |       |
| Отп | 24 | Тимо Глок        | Върджин-Косуърт     | 22       | Проследяване на прът | 20    |       |
| Отп | 22 | Педро де ла Роса | БМВ Заубер-Ферари   | 21       | Хидравлика           | 15    |       |
| Отп | 1  | Дженсън Бътън    | Макларън-Мерцедес   | 2        | Двигател             | 8     |       |
| Отп | 10 | Нико Хюлкенберг  | Уилямс-Косуърт      | 0        | Катастрофа           | 11    |       |

## Класиране след състезанието
| Поз | Пилот           | Точки |
| --- | --------------- | ----- |
| 1   | Марк Уебър      | 78    |
| 2   | Себастиан Фетел | 78    |
| 3   | Фернандо Алонсо | 75    |
| 4   | Дженсън Бътън   | 70    |
| 5   | Фелипе Маса     | 61    |
| 6   | Роберт Кубица   | 59    |
| 7   | Луис Хамилтън   | 59    |
| 8   | Нико Розберг    | 56    |

| Поз | Конструктор         | Точки |
| --- | ------------------- | ----- |
| 1   | Ред Бул-Рено        | 156   |
| 2   | Ферари              | 136   |
| 3   | Макларън-Мерцедес   | 129   |
| 4   | Мерцедес            | 78    |
| 5   | Рено                | 65    |
| 6   | Форс Индия-Мерцедес | 30    |
| 7   | Уилямс-Косуърт      | 8     |
| 8   | Торо Росо-Ферари    | 4     |